# Kanton Saint-Aubin-du-Cormier
Der Kanton Saint-Aubin-du-Cormier war von 1790 bis 2015 ein französischer Wahlkreis im Arrondissement Fougères-Vitré, im Département Ille-et-Vilaine und in der Region Bretagne; sein Hauptort war Saint-Aubin-du-Cormier. 

## Geschichte
Der Kanton entstand am 15. Februar 1790. Von 1801 bis 2015 gehörten zehn Gemeinden zum Kanton Saint-Aubin-du-Cormier. 2015 wurde der Kanton aufgelöst und die Gemeinden wechselten zu anderen Kantonen.

## Lage
Der Kanton lag im nordöstlichen Zentrum des Départements Ille-et-Vilaine. 

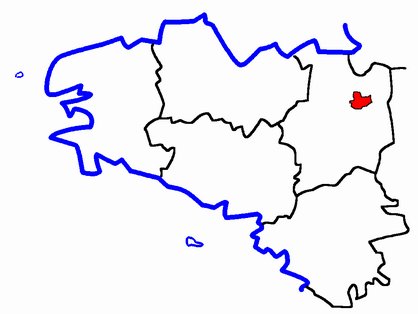
Lage des Kantons Saint-Aubin-du-Cormier innerhalb der Bretagne

## Gemeinden
Der Kanton Saint-Aubin-du-Cormier umfasste Wahlberechtigte aus zehn Gemeinden:
| Gemeinde                    | Bretonisch              | Einwohner (2013) | Fläche (km²) | Code postal | Code Insee |
| --------------------------- | ----------------------- | ---------------- | ------------ | ----------- | ---------- |
| La Chapelle-Saint-Aubert    | Chapel-Sant-Alverzh     | 426              | 9.77         | 35140       | 35063      |
| Gosné                       | Goneg                   | 1913             | 18.14        | 35140       | 35121      |
| Mézières-sur-Couesnon       | Magoerioù-ar-C'houenon  | 1622             | 24.74        | 35140       | 35178      |
| Saint-Aubin-du-Cormier      | Sant-Albin-an-Hiliber   | 3601             | 27.41        | 35140       | 35253      |
| Saint-Christophe-de-Valains | Sant-Kristol-Gwalen     | 222              | 3.27         | 35140       | 35261      |
| Saint-Georges-de-Chesné     | Sant-Jord-Kadeneg       | 667              | 11.62        | 35140       | 35269      |
| Saint-Jean-sur-Couesnon     | Sant-Yann-ar-C'houenon  | 1122             | 18.32        | 35140       | 35282      |
| Saint-Marc-sur-Couesnon     | Sant-Marzh-ar-C'houenon | 560              | 12.05        | 35140       | 35293      |
| Saint-Ouen-des-Alleux       | Sant-Owen-an-Alloz      | 1303             | 15.20        | 35140       | 35304      |
| Vendel                      | Gwennel                 | 395              | 6.37         | 35140       | 35348      |
| Kanton                      | Sant-Albin-an-Hiliber   | 11.636 (2012)    | 146.89       | -           | 3535       |

## Politik
Der Kanton hatte bis zu seiner Auflösung folgende Abgeordnete im Rat des Départements:  
| Vertreter im conseil général des Départements | Vertreter im conseil général des Départements | Vertreter im conseil général des Départements |
| Amtszeit                                      | Name                                          | Partei                                        |
| --------------------------------------------- | --------------------------------------------- | --------------------------------------------- |
| 1945–1950                                     | Pierre Morel                                  | Rad.                                          |
| 1950–1971                                     | Jean Taillandier                              | DVD, PS                                       |
| 1950–1971                                     | Pierre Renault                                | RPR                                           |
| 1989–2001                                     | Jean Taillandier                              | PRG                                           |
| 2001–2015                                     | Marie-Thérèse Auneau                          | DVG                                           |